# 趙班璽
趙班璽（1618年—1687年），字受介、餘庵、餘菴、餘慶，山東省青州府益都縣（今山東省青州市）人，清朝政治人物、進士出身。

## 生平
順治三年（1646年）登進士，后授河南道監察御史。后任四川巡按御史、兼管鹽法。后任山西巡按御史。